# Potentilla erecta
Potentilla erecta é uma espécie de planta com flor pertencente à família Rosaceae. 
A autoridade científica da espécie é (L.) Raeusch., tendo sido publicada em Nomenclator Botanicus, ed. 3 152. 1797.

## Portugal
Trata-se de uma espécie presente no território português, nomeadamente em Portugal Continental e no Arquipélago dos Açores.
Em termos de naturalidade é nativa das duas regiões atrás indicadas.

## Protecção
Não se encontra protegida por legislação portuguesa ou da Comunidade Europeia.